# Abalessa
Abalessa (arabisch أبلسة) ist eine Oasenstadt der Sahara in der Provinz (wilaya) Tamanrasset in Süd-Algerien, etwa auf Höhe des nördlichen Wendekreises. Sie liegt 80 Kilometer westlich der Provinzhauptstadt Tamanrasset im Südwesten des Ahaggar-Gebirges. 2008 hatte sie etwa 9200 Einwohner. Früher war sie die Hauptstadt des Ahaggar.

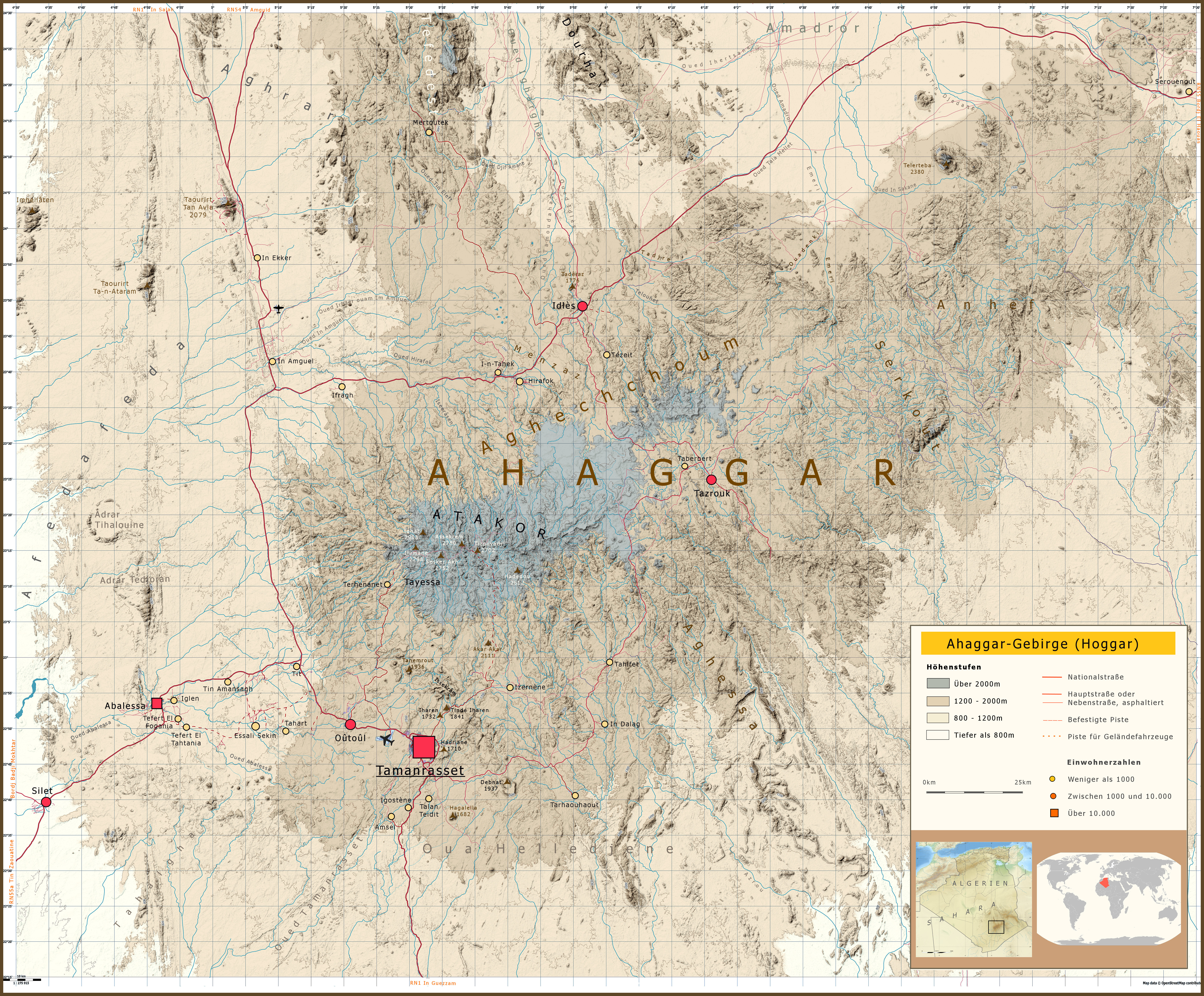
Topografische Karte des Ahaggar-Gebirges mit Abalessa westlich (links) von Tamanrasset

Unweit von Abalessa befindet sich ein präislamisches Grabmonument des 4. oder 5. Jahrhunderts n. Chr., das möglicherweise in das Umfeld des antiken Berbervolkes der Garamanten gehört. Dort entdeckten Archäologen 1925 das Skelett einer adligen Frau, das heute im Bardo-Museum in Algier ausgestellt ist. Dabei soll es sich um Tin Hinan, die mythische Ahnin der Tuareg und angeblich erste Königin des Ahaggar, handeln. Weiterhin wurden antike Überreste und römische Münzen gefunden.